# Mordellaria fascifera
Mordellaria fascifera är en skalbaggsart som först beskrevs av Leconte 1878.  Mordellaria fascifera ingår i släktet Mordellaria och familjen tornbaggar. Inga underarter finns listade i Catalogue of Life.